# Economia da Islândia
A economia da Islândia é de tipo capitalista, semelhante à de outros países escandinavos, com presença de um estado do bem-estar social. Antes da crise de 2008 o país tinha baixas taxas de desemprego, boa distribuição de renda e um forte crescimento.
A Islândia é a 103ª maior economia de exportação do mundo. Em 2017, a Islândia exportou US$ 5,63 bilhões e importou US$ 7,53 bilhões, resultando em um saldo comercial negativo de US$ 1,9 bilhões. Em 2017, o PIB da Islândia foi de US$ 23,9 bilhões e seu PIB per capita foi de US$ 53,2 mil. Seus principais produtos de exportação são alumínio e filés de peixe, os principais itens de importação são de carros, petróleo refinado e alumina.
A economia da Islândia é modesta, dependente em grande parte da pesca e indústria relacionada, que respondem por quase 70% das exportações. O estado da economia nacional dependente grandemente do mercado para produtos de origem marinha. Atualmente, a maior fonte de receitas do país é o turismo.
Outras fontes importantes de exportação são alumínio, ferro-silício, equipamento para pesca e processamento de produtos marítimos e lã. O comércio exterior desempenha um papel importante na economia da Islândia. Exportações e importação equivalem, cada uma, a um terço do PIB. A maior parte das exportações é para os Estados Unidos, tendo destaque também o Japão.
A Islândia usufrui da força geotérmica como recurso energético para todas as atividades, devido sua localização, em um território cheio de vulcões.
O país é o 30º no ranking de competitividade do Fórum Econômico Mundial.

## Crise de 2008
Uma grave crise econômica atingiu o país em outubro de 2008, em decorrência da Crise do subprime, que fez o governo nacionalizar os 4 maiores bancos do país. As prioridades do governo passaram a ser a estabilização da coroa islandesa, a contenção da inflação e do déficit orçamentário, a reestruturação do setor financeiro e a diversificação da economia.